# Barbus acuticeps
Barbus acuticeps е вид лъчеперка от семейство Шаранови (Cyprinidae). Видът е застрашен от изчезване.

## Разпространение
Разпространен е в Бурунди, Руанда и Танзания.

## Описание
На дължина достигат до 40,3 cm.
Популацията на вида е намаляваща.